# Coaliție politică
O coaliție politică este uniunea dintre cel puțin două partide politice ce împărtășesc anumite idei, în vederea realizării unor acțiuni comune, în special pentru a candida împreună în cadrul alegerilor..